# Pete Jacobs
Pete Jacobs (27 de octubre de 1981) es un deportista australiano que compitió en triatlón. Ganó dos medallas en el Campeonato Mundial de Ironman en los años 2011 y 2012.

## Palmarés internacional
| Campeonato Mundial | Campeonato Mundial     | Campeonato Mundial | Campeonato Mundial |
| Año                | Lugar                  | Medalla            | Prueba             |
| ------------------ | ---------------------- | ------------------ | ------------------ |
| 2011               | Hawái (Estados Unidos) | Medalla de plata   | Individual         |
| 2012               | Hawái (Estados Unidos) | Medalla de oro     | Individual         |